# Verdi Classics
Verdi Classics va ser un canal de televisió en obert, amb rang de difusió autonòmic català i Andorra, especialitzat en cinema. El seu operador és Emissions Digitals de Catalunya (EDC), propietat d'OC 2022.
Nascut el 23 de novembre de 2021, substitueix el canal BOM Cine a Catalunya. El canal és fruit de l'acord entre EDC i els Cinemes Verdi, que té per objectiu emetre totes aquelles pel·lícules que han sigut un referent clàssic, algunes de les quals s'emeten en català, tenint una previsió inicial de 50 pel·lícules a la setmana en versió original i amb doblatge. La seva primera pel·lícula en emissió fou Els seductors, dirigida l'any 2010 per Pascal Chaumeil.

## Programació
Per a cada dia de la setmana, en horari de màxima audiència i sense interrupcions, s'hi programa l'emissió d'una obra d'una temàtica concreta. Els dilluns pertoca a les joies del cinema europeu, com ara Cinema Paradiso; els dimarts, pel·lícules de comèdia, com El sopar dels idiotes; els dimecres, cinema d'època, com Retorn a Howards End o Gosford Park; els dijous, obres d'autors imprescindibles, com ara Hangmen Also Die! de Fritz Lang, o Moulin Rouge de John Huston; i els divendres, cinema familiar, com L'extraordinari viatge de T. S. Spivet o la filmografia del director francès Louis de Funès. Pels caps de setmana, els dissabtes s'hi emeten obres d'actualitat o relacionades amb efemèrides, com Peeping Tom, que enguany compleix seixanta anys de l'estrena als cinemes estatunidencs; i els diumenges es reserva a viatges, acció i aventures, amb pel·lícules com Ne le dis à personne o Mea culpa.

## Llengua d'ús
Des de la seva estrena, té dues senyals d'àudio: un emet en català o castellà, i l'altre, en la versió original. Però hi ha programes com per exemple Robin Food de 8tv que s'emeten exclusivament en castellà o també s'emeten pel·lícules en castellà que ja estaven doblades al català com per exemple El gendarme de Saint-Tropez, Entre les murs, The ring 2, El príncep de les tenebres, entre d'altres.